# Алиев, Бахадур Атабала оглы
Бахадур Атабала оглы Алиев (азерб. Bahadur Atabala oğlu Əliyev; 24 февраля 1933, Сыгынджаг, Масаллинский район — 16 сентября 2002, Сумгаит) — азербайджанский и советский киноактёр, старший администратор (1965—1968) и заместитель директора дубляжной группы (1968—1973) киностудии «Азербайджанфильм».

## Биография

### Юные годы. Начало карьеры
Бахадур Атабала оглы Алиев родился 24 февраля 1933 в селе Сыгынджаг Масаллинского района Азербайджанской ССР. Ещё учась в средней школе, Бахадур проявлял интерес к искусству. После окончания средней школы он поступил на актёрско-кинодраматический факультет Азербайджанского государственного театрального института. Окончив институт в 1956 году, был направлен на Бакинскую киностудию.
Через год Алиев стал актёром киностудии. В 1957–1959 годах он появляется в небольших ролях в таких фильмах, как «Тени ползут», «Двое из одного квартала», «Её большое сердце» и «Можно ли его простить?» и др.

### Уход из киностудии и возвращение в кино
3 октября 1959 года в связи с уменьшением объёма работы на киностудии Бахадур Алиев был освобождён от занимаемой им должности актёра. Через год он устроился художественным руководителем Дома культуры для глухонемых в Баку, но через две недели написал заявление и уволился по собственному желанию.
12 мая 1961 года Алиев возвращается к работе на киностудии «Азербайджанфильм» имени Джафара Джаббарлы, на этот раз занимая должность корректора. Хотя его должность была администраторского типа, в основном он на киностудии снимался в художественном кино. В 1961—1965 годах Алиев снялся в таких фильмах, как «Телефонистка», «Я буду танцевать», «Ромео, мой сосед», «Великая опора», «Есть и такой остров», «Волшебный халат» и др.

### Успех в кино и дальнейшая карьера
В 1964 году Бахадур Алиев, снимашийся до этого в эпизодических ролях, снялся в фильме «Улдуз», в запоминающейся роли второго плана, сыграв влюблённого в главную героиню председателя колхоза Гадира. Эта роль оказалась судьбоносной в карьере Алиева. После этого фильма Алиев в конце 1965 года был назначен старшим администратором на киностудии. Наряду с выполнением обязанностей администратора, Алиев в этот период снялся в таких фильмах, как «Поединок в горах», «Последняя ночь детства», «Непокорённый батальон», «Шерстяная шаль», «Следствие продолжается», «Двадцать шесть бакинских комиссаров».
1 сентября 1969 года тогдашний директор киностудии Адиль Искендеров назначает Алиева на должность заместителя директора дубляжной группы. На этой должности Алиев работает до 1973 года.
Алиев продолжает сниматься в кино. Он участвует в съёмках многих азербайджанских фильмов и как актёр и как организатор производства. Также Бахадур Алиев снимается в ряде фильмов, снятых за пределами Азербайджана, таких как «Приключения Али-Бабы и сорока разбойников» (СССР—Индия), «Абдулла» (Индия), «Огненные дороги» (Узбекская ССР) и др.
Видя большой интерес Алиева к съёмкам, директор киностудии Искендеров, предлагает ему перейти в штат киноактёров. Таким образом, с 24 апреля 1973 года Бахадур Алиев официально становится киноактёром киностудии «Азербайджанфильм» и остаётся им вплоть до 1995 года, до выхода на пенсию в качестве киноактёра высшей категории.
Бахадур Алиев умер 16 сентября 2002 года в городе Сумгаит от инфаркта в связи с сердечной недостаточностью. Похоронен в родном селе.

## Личная жизнь
Бахадур Алиев был женат. У него было десять детей. Дочь Шахла Алиева также длительное время работала на киностудии «Азербайджанфильм» в монтажном цехе.

## Работы

### Фильмография
| Год  |     | Название                                      | Роль                     |
| ---- | --- | --------------------------------------------- | ------------------------ |
| 1957 | ф   | Двое из одного квартала                       | эпизод                   |
| 1958 | ф   | Тени ползут                                   | рабочий                  |
| 1958 | ф   | Её большое сердце                             | Ахмед                    |
| 1959 | ф   | Настоящий друг                                | помощник Фармана         |
| 1962 | ф   | Телефонистка                                  | посетитель в ресторане   |
| 1962 | ф   | Я буду танцевать                              | гость                    |
| 1962 | ф   | Великая опора                                 | эпизод                   |
| 1964 | ф   | Волшебный халат                               | полководец Хана          |
| 1964 | ф   | Улдуз                                         | Гадир                    |
| 1965 | ф   | Непокорённый батальон                         | русский офицер           |
| 1965 | кор | Шерстяная шаль                                | эпизод                   |
| 1965 | ф   | Двадцать шесть бакинских комиссаров           | помощник Азизбекова      |
| 1966 | ф   | Следствие продолжается                        | офицер КГБ Алиев         |
| 1969 | ф   | В этом южном городе                           | коллега Мурада           |
| 1969 | ф   | Я помню тебя, учитель                         | спекулянт                |
| 1970 | кор | Генерал                                       | эпизод                   |
| 1971 | ф   | Алые маки Иссык-Куля                          | эпизод                   |
| 1971 | ф   | Поклонись огню                                | эпизод                   |
| 1971 | ф   | Последний перевал                             | Эйваз                    |
| 1971 | ф   | Главное интервью                              | Бахадур                  |
| 1972 | кор | Мечта («Мозалан»)                             | милиционер               |
| 1972 | кор | Насущный вопрос и последний хвост («Мозалан») | работник                 |
| 1973 | ф   | Парни нашей улицы                             | прохожий                 |
| 1973 | кор | Повязки на глаза («Мозалан»)                  | Имя персонажа не указано |
| 1974 | ф   | В Баку дуют ветры                             | Бахадур                  |
| 1975 | кор | Замечательный резец («Мозалан»)               | эпизод                   |
| 1975 | ф   | Фирангиз                                      | Давуд                    |
| 1976 | кор | Приключение покупателя                        | директор отдела          |
| 1976 | ф   | Дервиш взрывает Париж                         | бей                      |
| 1977 | ф   | Бухта Радости                                 | эпизод                   |
| 1979 | ф   | Бабек                                         | Дивдад                   |
| 1979 | ф   | Ранние журавли                                | эпизод                   |
| 1980 | ф   | Я ещё вернусь                                 | эпизод                   |
| 1980 | ф   | Приключения Али-Бабы и сорока разбойников     | эпизод                   |
| 1980 | ф   | Абдулла                                       | эпизод                   |
| 1982 | ф   | Низами                                        | пьяница                  |
| 1982 | ф   | Деловая поездка                               | житель села              |
| 1983 | ф   | Хочу жениться                                 | бей                      |
| 1985 | ф   | Дачный сезон                                  | покупатель               |
| 1985 | ф   | Украли жениха                                 | гость на свадьбе         |
| 1985 | кор | Круг («Мозалан»)                              | работник                 |
| 1989 | ф   | Долина предков                                | эпизод                   |
| 1990 | ф   | Плач перелётной птицы                         | эпизод                   |
| 1996 | ф   | Млечный путь                                  | эпизод                   |

### Озвучивание фильмов
| Год  |     | Название                            | Роль                |
| ---- | --- | ----------------------------------- | ------------------- |
| 1959 | ф   | Можно ли его простить?              | лейтенант Расулов   |
| 1961 | ф   | Наша улица                          | Муса                |
| 1963 | ф   | Ромео, мой сосед                    | Мурик               |
| 1963 | ф   | Есть и такой остров                 | Артур               |
| 1964 | кор | Сила притяжения                     | спортсмен           |
| 1964 | кор | Высота                              | Тофик               |
| 1965 | ф   | Двадцать шесть бакинских комиссаров | Сулейман            |
| 1967 | ф   | Поединок в горах                    | русский пограничник |
| 1968 | ф   | Последняя ночь детства              | рабочий             |
| 1972 | ф   | Жизнь испытывает нас                | сотрудник ДПС       |
| 1975 | кор | Замечательный резец («Мозалан»)     | диссертант          |
| 1981 | кор | Решение («Мозалан»)                 | начальник ЖЭКа      |